# Masacre de Aigbado
La masacre de Aigbado se desarrolló los días 16 y 17 de enero de 2022, en donde al menos 65 civiles fueron asesinados por mercenarios rusos del Grupo Wagner que estaban apoyados por las fuerzas armadas centroafricanas en las aldeas de Aïgbado y Yanga cerca de Bria en la República Centroafricana durante una operación contra los rebeldes de la Coalición de Patriotas por el Cambio.

## Desarrollo

### Ataque
El 16 de enero de 2022, poco antes del mediodía, mercenarios del Grupo Wagner fuertemente armados partieron de Bria hacia N'dele y llegaron al pueblo de Aïgbado, ubicado a 75 km de Bria. A su llegada, la población local comenzó a entrar en pánico. Los mercenarios comenzaron a disparar indiscriminadamente contra la multitud. También quemaron una docena de casas. Los rebeldes de Unión por la Paz en la República Centroafricana que estaban presentes en las zonas cercanas, los atacaron hiriendo a cuatro mercenarios. Entonces el Grupo Wagner se movió hacia el pueblo de Yanga a 70 km de Aïgbado. Dos miembros del grupo Wagner murieron más tarde debido a sus heridas, sus cuerpos fueron transportados a Bangui. Posteriormente establecieron una base en Aïgbado y, según los informes, impedían que nadie entrara o saliera de la aldea, mientras que, según otras fuentes, solo las mujeres y los niños heridos podían salir de las aldeas. Después del evento, los mercenarios colocaron minas terrestres para evitar que las fuerzas de mantenimiento de la paz llegaran a la aldea. A finales de febrero, los trabajadores humanitarios seguían sin poder acceder a la zona.

### Estimaciones de las víctimas
Según las estimaciones más recientes, al menos 65 personas murieron. Algunos de ellos fueron alcanzados por balas de armas pesadas durante el ataque, mientras que otros fueron llevados al monte y ejecutados sumariamente. Entre las víctimas había mujeres y al menos dos niños. Algunas personas heridas pudieron llegar a Bria. Según los sobrevivientes, había muchos cuerpos en el bosque. Según los informes, los pescadores locales han extraído al menos 14 cuerpos, incluidos mujeres y niños, del río Kotto. 756 personas se vieron obligadas a huir a Boungou en la misma prefectura. Las casas fueron saqueadas e incendiadas durante los enfrentamientos.

## Reacciones
Según informes, las fuerzas de mantenimiento de la paz de las Naciones Unidas (MINUSCA) desplegaron un equipo humanitario en la zona para evaluar la situación e investigar los asesinatos. El gobierno de la República Centroafricana negó oficialmente cualquier víctima civil durante la operación.